# Dolichopeza multiguttula
Dolichopeza multiguttula är en tvåvingeart som beskrevs av Alexander 1931. Dolichopeza multiguttula ingår i släktet Dolichopeza och familjen storharkrankar. Inga underarter finns listade i Catalogue of Life.